# Dłutów (plaats)
Dłutów is een dorp in het Poolse woiwodschap Łódź, in het district Pabianicki. De plaats maakt deel uit van de gemeente Dłutów en telt 970 inwoners.

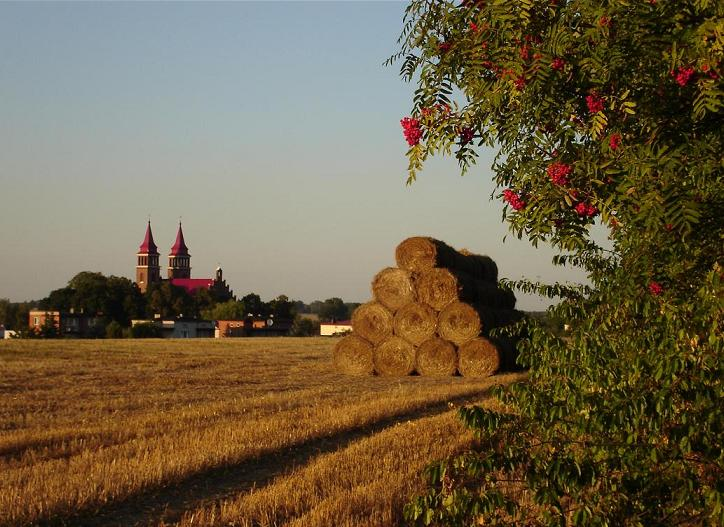
Dłutów